# 스타워즈: 구공화국의 기사단 II: 시스 로드
《스타워즈: 구공화국의 기사단 II: 시스 로드》(Star Wars: Knights of the Old Republic II: The Sith Lords, KotOR II)는 《스타워즈: 구공화국의 기사단》(Star Wars: Knights of the Old Republic)의 후속작으로, 옵시디언 엔터테인먼트가 개발하고 루커스아츠가 발행한 롤플레잉 게임이다. 2004년 12월 6일 마이크로소프트 엑스박스 버전으로 처음 발매되었으며, 2005년 2월 8일에 PC 버전이 출시되었다. 전작에 비해 플레이어 캐릭터의 레벨 상한선이 50 레벨으로 높아졌다.

## 개발
이 게임은 상업적, 비평적으로 큰 성공을 거둔 《스타워즈: 구공화국의 기사단》의 후속작이다. 그러나 전작의 개발사인 바이오웨어는 한창 《제이드 엠파이어》(Jade Empire)를 개발하느라 바빴던 데다가, 자사의 지적 재산에 보다 중점을 두고 싶어했다. 따라서 바이오웨어는 과거 함께 작업하며 쌓았던 친분을 바탕으로 옵시디언 엔터테인먼트를 후속작의 제작사로 추천했다. 《스타워즈: 구공화국의 기사단 II: 시스 로드》의 제작은 《스타워즈: 구공화국의 기사단》의 엑스박스 버전이 발매되었을 때 쯤에 시작됐다.
《스타워즈: 구공화국의 기사단 II: 시스 로드》는 《스타워즈: 구공화국의 기사단》에 사용되었던 오디세이 게임 엔진을 옵시디언 엔터테인먼트가 바이오웨어로부터 제공받아 제작했다. 바이오웨어는 또한 옵시디언 엔터테인먼트의 개발진에게 기술지원도 제공했다.
옵시디언 엔터테인먼트는 원래의 엔딩에서 사용될 예정이었던 연출이나 음성 파일들 같은 자원이 포함된 PC 버전의 게임을 출시했다.
제작자 Chris Avellone은 게임 발표회에서의 인터뷰에서 게임과 (드로이드 행성 같은)삭제된 내용을 작업할 "시간이 좀 더 주어지기를" 바랬었다고 발언했다. 게임을 위해 제작되었지만 게임에 포함되지는 못한 요소들은 발매된 게임의 소스 파일에 남아 있다.
이 게임에 관련된 세 개의 공식 패치가 발표되었다. 처음 두 가지는 동영상과 음악의 품질을 향상시키는 것이며, 세 번째 패치는 게임 플레이상의 문제점을 바로잡고, 몇 가지 새로운 내용을 추가한다.

## 줄거리
게임은 《스타워즈: 구공화국의 기사단》의 사건 이후 5년이 지나 제다이가 시스에 의해 거의 전멸에 이른 상황에서 시작한다. 플레이어 캐릭터는 한때 제다이 기사(Jedi Knight)였으나, 제다이 기사단(Jedi Order)에서 추방당한 후 "추방된 자(the Exile)" 또는 "제다이 추방자(Jedi Exile)"라고 불린다. 게임 전체에 걸쳐 동료들과 함께 시스(Sith)를 저지하려는 과정에서 플레이어 캐릭터는 포스와의 연결을 회복하게 된다. 플레이어의 선택에 따라 추방자를 포스의 어두운 면(다크사이드) 또는 밝은 면(라이트사이드)로 기울게 할 수 있으며, 여섯 개의 행성을 여행하며 은하계에 평화와 안정을 가져오려는 공화국의 노력을 방해하거나 도울 수도 있다.

### 캐릭터와 장소
제다이 추방자라는 캐릭터는 소설 구공화국: 레반에서 밣혀진 미트라 슈릭 (Meetra Surik)이라는 여성 캐릭터이며 이 캐릭터가 레반의 지휘 아래 만달로리안 전쟁에 참가했었으며, 말라코어 V 행성 상공에서의 전투가 절정에 달했을 때 파괴적인 무기인 매스 섀도우 제네레이터를 활성화 하도록 명령을 받았다는 것이 밝혀진다. 뒤이어 일어난 무수한 죽음은 포스에 커다란 "상처"를 남겼고, 캐릭터는 포스와의 연결이 모두 끊어져 버렸으며, 제다이 평의회(Jedi Council)는 캐릭터를 제다이 기사단에서 추방했다. 게임이 진행되면서 제다이 추방자는 포스로의 연결을 점차 재구축하고, 다른 캐릭터들과 장소에 유달리 강력한 포스 본드(Force Bonds)를 맺어 나간다.
제다이 추방자의 일행에 참가하는 캐릭터는, 오비완 케노비나 콰이곤 진과 비슷하게 추방자의 스승 역할을 하는 크레이아(Kreia)와 파일럿이자 전직 암살자인 아톤 랜드(Atton Rand), 만달로리안 참전용사 베이오-듀어(Bao-Dur)와 그의 드로이드인 리모트, 범죄자 드로이드인 G0-T0, 시스 어프렌티스인 비사스 마르(Visas Marr)이다. 전작에 등장했던 T3-M4와 이번에는 "만달로어(Mandalore)"라는 이름으로 표시되는 켄드로스 오르도(Canderous Ordo) 역시 추방자의 일행에 참가한다.
다른 캐릭터들은 특정한 조건 하에서만 추방자의 일행에 들어온다. 전작에 등장했던 HK-47은 추방자가 재작동 시키는데 필요한 부품을 모두 모아서 수리한 다음에야 모험에 동참한다. 우키족 현상금 사냥꾼인 한하(Hanharr)는 추방자가 포스의 다크 사이드에 속해 있을 경우에만 동료가 되며, 추방자가 라이트 사이드이거나 중립적이라면 그의 경쟁자인 미라(Mira)가 동료로 들어온다. 만약 플레이어 캐릭터가 여성이라면, 디사이플 미칼(Mical the Disciple)이 플레이어의 모험에 동참하며, 남성일 경우에는 핸드메이든 브리아나(Brianna the Handmaiden)가 참가한다.
등장하는 적은 다스 시온(Darth Sion), 다스 니힐러스(Darth Nihilus), 다스 트레이야(Darth Traya)가 있다. 새로운 플레이 가능한 장소로는 전쟁으로 파괴된 틸로스(Telos)와 그 궤도를 도는 요새 정거장, 온데론(Onderon)과 정글로 뒤덮인 위성 준(Dxun), 나 샤다(Nar Shaddaa)와 G0-T0의 궤도 요트, 페르거스(Peragus), 우주선 하빈저(Harbinger)와 리벤저(Ravager), 그리고 말라코어 V(Malachor V)가 있다. 전작에 등장했던 코리반(Korriban)과 단투인(Dantooine)도 다시 등장한다. 전작에서 주인공의 우주선이었던 에본 호크(Ebon Hawk) 역시 플레이어의 우주선으로 게임에 다시 등장한다.

## 게임 플레이
더 다양해진 전투 애니메이션이나 인터페이스 해상도의 증가와 같은 기술적인 변화 외에도, "시스 로드"는 전작과 많은 차이점을 보인다.

### 영향력
전작인 "구공화국의 기사단"에서는 만약 플레이어가 동료의 성향에 반하는 방향으로 행동하더라도, 진행에 그다지 영향을 끼치지 않는 불평을 몇 마디 듣는 것으로 그쳤었다. 그러나 "시스 로드"에서는 다른 캐릭터에 대한 플레이어의 영향력이 추가적인 이야기의 전개 여부나, 플레이어와 동료 캐릭터의 능력치 증가에 영향을 끼친다. 영향력은 해당 파티원이 선호하는 방식으로 행동함으로써 얻을 수 있다. 베이오-듀어와 같은 라이트 사이드 성향의 캐릭터는 누군가의 목숨을 구하는 일을 수행함으로써 영향력을 얻을 수 있다. 반면 HK-47처럼 다크 사이드에 기울어진 캐릭터는, 상대방이 폭력을 행사하도록 도발하는 행위와 같은 폭력적인 행동에 의해 영향력을 얻을 수 있다. 영향력을 잃게 되는 방식도 이와 마찬가지이다.

### 제다이 수련
플레이어는 캐릭터의 성별과 게임을 시작할 때 선택한 추방자의 제다이 클래스에 따라, 파티원들이 포스를 사용할 수 있도록 수련시킬 수 있다. 드로이드들과 만달로어, 한하를 제외한 나머지 파티원들은 비록 추방자나 처음부터 포스-센서티브였던 캐릭터들보다는 못하지만, 어쨌든 포스를 사용하는 제다이 클래스로 전직할 수 있다. 동료를 제다이가 되도록 수련시키는 것은 많은 시간이 들기도 하지만, 플레이어가 지속적으로 해당 캐릭터의 성향에 맞게 행동하는 것도 중요하다. 동료를 훈련시키는 방법으로 미라의 경우에는 평화주의를 통해서, 핸드메이든의 경우는 같이 훈련을 하는 것으로 영향력을 높일 수 있다. 그러나 어떤 캐릭터는 직접 대결을 하는 것으로도 같은 목표를 이룰 수 있다.

### 아이템 업그레이드와 제작
"시스 로드"에는 더 많은 업그레이드 가능한 아이템과, 업그레이드용 장비들이 존재한다. 또한 플레이어는 업그레이드 아이템이나 폭발물, 임플란트와 같은 다양한 아이템을 직접 제작할 수도 있다. T3-M4는 업그레이드 아이템이나 컴퓨터 스파이크를 만들 수 있는 이동식 작업대(workbench)의 역할을 하며, 플레이어 캐릭터가 여성일 때 동료로 삼을 수 있는 디사이플은 실험대(lab station)의 역할을 할 수 있다.

## 출연
| 캐릭터 이름   | 성우              |
| ------------- | ----------------- |
| 크레이아      | Sara Kestelman    |
| 카스 오나시   | Raphael Sbarge    |
| 다스 말락     | Rafael Ferrer     |
| 만달로어      | John Cygan        |
| HK-47 / HK-50 | Kristoffer Tabori |
| 핸드메이든    | Grey DeLisle      |
| 비사스 마르   | Kelly Hu          |
| 미라          | Emily Berry       |
| 디사이플      | Greg Ellis        |
| 베이오-듀어   | Roger G. Smith    |
| 아톤 랜드     | Nicky Katt        |
| G0-T0         | Daran Norris      |
| 다스 시온     | Greg Ellis        |
| 아트리스      | Elizabeth Rider   |

## 평론의 반응
이 게임은 팬들과 평론가들로부터 전반적으로 만족스럽다는 평을 받았다. 전작의 성공에 뒤이어, "시스 로드"는 35회 이상의 "올해의 게임"상을 수상했다. 이 게임은 여러 평론가로부터 높은 점수를 받았는데, 게임스팟은 10점 만점에 8.5점, 게임스파이는 5점 만점에 4.5점, IGN은 10점 만점에 9.3점을 이 게임에 부여했다. 메타크리틱은 30편의 전문적인 평론에 기초해서 이 게임의 평균 점수로 100점 만점에 85점을 부여했다. 전작인 《스타워즈: 구공화국의 기사단》은 93점을 받았다. 이 게임은 발매일에 쫓겨 완성도가 떨어지는 모습으로 출시되었기 때문에 비난을 받았다.

## 패치, 업그레이드, 모드
옵시디언이 발표한 게임플레이 패치 외에도, 개발사는 게임 음악과 동영상을 향상시키기 위한 두 개의 업그레이드를 발표했다. 동영상 업그레이드는 프리렌더링된 인게임 동영상의 해상도를 640x272에서 1600x680으로 높임으로써 품질을 향상시킨다. 그러나 사용자의 컴퓨터 디스플레이가 최소한 1600x1200 해상도를 지원해야 하며, 그렇지 않으면 동영상은 여전히 640x272로 재생된다.
원래 발매된 게임에 포함된 음악은 10.9 kHz 저주파 필터를 적용한 모노 오디오를 MP3로 인코딩한 것이었다. 음악은 스테레오가 아니었을 뿐만 아니라, 필터에 의해서 고주파 대역(트레블)의 대부분이 없어져 버렸다. 옵시디언은 더 높은 음질과 스테레오를 제공하는 게임 음악 업그레이드를 제공했다.
"시스 로드"의 팬들은 게임의 여러 모드를 내놓았다. 이 스크립트들은 버그를 수정하거나, 원래의 내용을 변형하거나, 게임 자체의 일부분은 아니지만 게임의 소스 파일에 포함되어 있었던 자료를 포함하는 새로운 내용을 추가할 수 있다.

## 후속작
루커스아츠의 국제 영업 및 마케팅 부사장인 Nancy MacIntyre는 구공화국의 기사단 시리즈를 방치하지는 않을 것이라고 말했다. 그러나 루커스아츠나 옵시디언 모두 후속작 개발의 가능성을 시사하는 어떠한 발표도 하지 않고 있다.
Official Xbox Magazine은 바이오웨어가 "구공화국의 기사단 III"를 개발중이라고 추측했지만, 이는 바이오웨어 공식 포럼에서 바이오웨어의 직원이 자신들은 "구공화국의 기사단 3를 만들고 있지 않다(are not currently working on KotOR 3)"며 "만약 (후속작이) 만들어지더라도, 우리가 만들지는 않을 것이다.(if [a sequel is] being done, it's certainly not being done by us.)"라고 밝힘으로써 잘못된 추측이었음이 밝혀졌다.
Electronic Gaming Monthly는 바이오웨어가 "구공화국의 기사단"에 기반한 MMORPG를 개발하기 위한 온라인 팀을 고용했다는 기사를 2007년 5월호의 루머 섹션에 실었으며, 이는 결국 사실이 되어 바이오웨어가 직접 개발하고 EA가 월드와이드 퍼블리싱하는 MMORPG 온라인 게임이 "스타 워즈: 구 공화국"이라는 이름으로 2011년 12월 말 경 발매를 앞두고 있다.